# ゴールデンラズベリー賞 最低助演男優賞
ゴールデンラズベリー賞最低助演男優賞は、ゴールデンラズベリー賞の部門の一つで、その年最低の映画助演男優に贈られる。

## 受賞とノミネート一覧

### 1980年代
- 1980年 ジョン・アダムス - 『グロリア』 （分け）
- 1980年 ローレンス・オリヴィエ - 『ジャズ・シンガー』 （分け）
  - マーロン・ブランド - 『ジェネシスを追え』
  - チャールズ・グローディン - 『昔みたい』
  - デヴィッド・セルビー - 『レイズ・ザ・タイタニック』

- 1981年 スティーヴ・フォレスト - 『愛と憎しみの伝説』
  - ビリー・バーティ - Under the Rainbow
  - アーネスト・ボーグナイン - 『インキュバス 死霊の祝福』
  - ジェームズ・ココ - 『泣かないで』
  - ダニー・デヴィート - Going Ape!

- 1982年 エド・マクマホン - Butterfly
  - マイケル・ベック - 『メガフォース』
  - ベン・ギャザラ - 『インチョン!』
  - テッド・ハミルトン - 『パイレーツ・ムービー』
  - オーソン・ウェルズ - Butterfly

- 1983年 ジム・ネイバース - 『ストローカーエース』
  - ジョセフ・カリ - The Lonely Lady
  - ルイス・ゴセット・ジュニア - 『ジョーズ3』
  - アンソニー・ホランド - The Lonely Lady
  - リチャード・プライヤー - 『スーパーマンIII』

- 1984年 付け髭をしたブルック・シールズ - 『サハラ』
  - ロビー・ベンソン - 『ポール・ニューマンのハリー&サン』
  - サミー・デイヴィスJr. - 『キャノンボール2』
  - ジョージ・ケネディ - 『ボレロ 愛欲の日々』
  - ロン・リーブマン - 『クラブ・ラインストーン/今夜は最高!』

- 1985年 ロブ・ロウ - 『セント・エルモス・ファイアー』
  - レイモンド・バー - ゴジラ1985
  - ハーバート・ロム - 『ロマンシング・アドベンチャー/キング・ソロモンの秘宝』
  - ロバート・ユーリック - 『ターク182』
  - バート・ヤング - 『ロッキー4/炎の友情』

- 1986年 ジェローム・ベントン - 『プリンス/アンダー・ザ・チェリー・ムーン』
  - ピーター・オトゥール - 『クラブ・パラダイス』
  - ティム・ロビンス - 『ハワード・ザ・ダック/暗黒魔王の陰謀』
  - ブライアン・トンプソン - 『コブラ』
  - スコット・ウィルソン - 『ブルー・シティ 非情の街』

- 1987年 デヴィッド・メンデンホール - 『オーバー・ザ・トップ』
  - ビリー・バーティ - 『マスターズ/超空の覇者』
  - トム・ボズリ - 『おかしなおかしな成金大作戦』
  - マイケル・ケイン - 『ジョーズ'87 復讐篇』
  - マック・ドライデン、ジェミー・アルクロフト - 『おかしなおかしな成金大作戦』

- 1988年 ダン・エイクロイド - 『ボールズ・ボールズ2 成金ゴルフマッチ』
  - ビリー・バーティ - 『ウィロー』
  - リチャード・クレンナ - 『ランボー3/怒りのアフガン』
  - ハーヴェイ・カイテル - 『最後の誘惑』
  - クリストファー・リーヴ - 『スイッチング・チャンネル』

- 1989年 クリストファー・アトキンズ - 『青春!ケンモント大学』
  - ベン・ギャザラ - 『ロードハウス/孤独の街』
  - デフォレスト・ケリー - 『スタートレックV 新たなる未知へ』
  - パット・モリタ - 『ベスト・キッド3 最後の挑戦』
  - ドナルド・サザーランド - 『ロックアップ』

### 1990年代
- 1990年 本人役でカメオ出演したドナルド・トランプ - 『ゴースト・ラブ』
  - レオ・ダミアン - 『ゴースト・ラブ』
  - ギルバート・ゴットフリード - 『フォード・フェアレーンの冒険』 / 『リトル★ダイナマイツ/ベイビー・トークTOO』 / 『プロブレム・チャイルド うわさの問題児』
  - ウェイン・ニュートン - 『フォード・フェアレーンの冒険』
  - バート・ヤング - 『ロッキー5/最後のドラマ』

- 1991年 ダン・エイクロイド - 『絶叫屋敷へいらっしゃい』
  - リチャード・E・グラント - 『ハドソン・ホーク』
  - アンソニー・クイン - 『モブスターズ/青春の群像』
  - クリスチャン・スレーター - 『モブスターズ/青春の群像』 / 『ロビン・フッド』
  - ジョン・トラボルタ - 『過ぎゆく夏』

- 1992年 トム・セレック - 『コロンブス』
  - アラン・アルダ - 『暗闇のささやき』
  - マーロン・ブランド - 『コロンブス』
  - ダニー・デヴィート - 『バットマン リターンズ』
  - ロバート・デュヴァル - 『ニュージーズ』

- 1993年 ウディ・ハレルソン - 『幸福の条件』
  - トム・ベレンジャー - 『硝子の塔』
  - ジョン・リスゴー - 『クリフハンガー』
  - クリス・オドネル - 『三銃士』
  - キアヌ・リーブス - 『空騒ぎ』

- 1994年 O・J・シンプソン - 『裸の銃を持つ男 PART33⅓ 最後の侮辱』
  - ダン・エイクロイド - Exit to Eden / 『ノース 小さな旅人』
  - リッチー役のジェーン・マーチ - 『薔薇の素顔』
  - ウィリアム・シャトナー - 『スタートレック ジェネレーションズ』
  - ロッド・スタイガー - 『スペシャリスト』

- 1995年 デニス・ホッパー - 『ウォーターワールド』
  - ティム・カリー - 『コンゴ』
  - ロバート・デヴィ - 『ショーガール』
  - ロバート・デュヴァル - 『スカーレット・レター』
  - アラン・レイキンズ - 『ショーガール』

- 1996年 マーロン・ブランド - 『D.N.A./ドクター・モローの島』
  - ヴァル・キルマー - 『ゴースト&ダークネス』 / 『D.N.A./ドクター・モローの島』
  - バート・レイノルズ - 『素顔のままで』
  - スティーヴン・セガール - 『エグゼクティブ・デシジョン』
  - クエンティン・タランティーノ - 『フロム・ダスク・ティル・ドーン』

- 1997年 デニス・ロッドマン - 『ダブルチーム』
  - ウィレム・デフォー - 『スピード2』
  - クリス・オドネル - 『バットマン & ロビン Mr.フリーズの逆襲』
  - アーノルド・シュワルツェネッガー - 『バットマン & ロビン Mr.フリーズの逆襲』
  - ジョン・ヴォイト - 『クロスゲージ』 / 『Uターン』

- 1998年 ジョー・エスターハス - 『アラン・スミシー・フィルム』
  - ショーン・コネリー - 『アベンジャーズ』
  - ロジャー・ムーア - 『スパイス・ザ・ムービー』
  - ジョー・ペシ - 『リーサル・ウェポン4』
  - シルヴェスター・スタローン - 『アラン・スミシー・フィルム』

- 1999年 アーメド・ベスト - 『スター・ウォーズ エピソード1/ファントム・メナス』
  - ケネス・ブラナー - 『ワイルド・ワイルド・ウエスト』
  - ガブリエル・バーン - 『エンド・オブ・デイズ』 / 『スティグマータ 聖痕』
  - ジェイク・ロイド - 『スター・ウォーズ エピソード1/ファントム・メナス』
  - ロブ・シュナイダー - 『ビッグ・ダディ』

### 2000年代
- 2000年 バリー・ペッパー - 『バトルフィールド・アース』
  - スティーヴン・ボールドウィン - 『フリントストーン2/ビバ・ロック・ベガス』
  - キアヌ・リーブス - 『ザ・ウォッチャー』
  - クローンのアダム・ギブソンを演じたアーノルド・シュワルツェネッガー - 『シックス・デイ』
  - フォレスト・ウィテカー - 『バトルフィールド・アース』

- 2001年 チャールトン・ヘストン - 『キャッツ&ドッグス』 / 『PLANET OF THE APES/猿の惑星』 / 『フォルテ』
  - マックス・ビーズリー - 『グリッター きらめきの向こうに』
  - バート・レイノルズ - 『ドリヴン』
  - シルヴェスター・スタローン - 『ドリヴン』
  - リップ・トーン - 『フレディのワイセツな関係』

- 2002年 ヘイデン・クリステンセン - 『スター・ウォーズ エピソード2/クローンの攻撃』
  - トム・グリーン - 『キャンパス・クレージー』
  - フレディ・プリンゼ・ジュニア - 『スクービー・ドゥー』
  - クリストファー・ウォーケン - 『カントリーベアーズ』
  - ロビン・ウィリアムズ - 『デス・トゥ・スムーチー』

- 2003年 シルヴェスター・スタローン - 『スパイキッズ3-D:ゲームオーバー』
  - アンソニー・アンダーソン - 『カンガルー・ジャック』
  - アレック・ボールドウィン - 『ハットしてキャット』
  - アル・パチーノ - 『ジーリ』
  - クリストファー・ウォーケン - 『ジーリ』 / 『カンガルー・ジャック』

- 2004年 ドナルド・ラムズフェルド - 『華氏911』
  - ヴァル・キルマー - 『アレキサンダー』
  - アーノルド・シュワルツェネッガー - 『80デイズ』
  - ジョン・ヴォイト - Superbabies: Baby Geniuses 2
  - ランベール・ウィルソン - 『キャットウーマン』

- 2005年 ヘイデン・クリステンセン - 『スター・ウォーズ エピソード3/シスの復讐』
  - アラン・カミング - 『マスク2』
  - ボブ・ホスキンス - 『マスク2』
  - ユージン・レヴィ - 『12人のパパ2』 / The Man
  - バート・レイノルズ - 『デュークス・オブ・ハザード』 / 『ロンゲスト・ヤード』

- 2006年 M・ナイト・シャマラン - 『レディ・イン・ザ・ウォーター』
  - ダニー・デヴィート - 『ライトアップ! イルミネーション大戦争』
  - ベン・キングズレー - 『ブラッドレイン』
  - マーティン・ショート - 『ウォルト・ディズニーのサンタクローズ3/クリスマス大決戦!』
  - デヴィッド・シューリス - 『氷の微笑2』 / 『オーメン』

- 2007年 エディ・マーフィ - 『マッド・ファット・ワイフ』
  - オーランド・ブルーム - 『パイレーツ・オブ・カリビアン/ワールド・エンド』
  - ケヴィン・ジェームズ - 『チャックとラリー おかしな偽装結婚!?』
  - ロブ・シュナイダー - 『チャックとラリー おかしな偽装結婚!?』
  - ジョン・ヴォイト - Bratz: The Movie / 『ナショナル・トレジャー リンカーン暗殺者の日記』 / September Dawn / 『トランスフォーマー』

- 2008年 ピアース・ブロスナン - 『マンマ・ミーア!』
  - ウーヴェ・ボル - Postal
  - ベン・キングズレー - 『愛の伝道師 ラブ・グル』 / The Wackness / 『エージェント・オブ・ウォー』
  - バート・レイノルズ - Deal / 『デス・リベンジ』
  - ヴァーン・トロイヤー - 『愛の伝道師 ラブ・グル』 / Postal

- 2009年 ビリー・レイ・サイラス - 『ハンナ・モンタナ/ザ・ムービー』
  - ヒュー・ヘフナー - Miss March
  - ロバート・パティンソン - 『ニュームーン/トワイライト・サーガ』
  - ヨーマ・タコンヌ - 『マーシャル博士の恐竜ランド』
  - マーロン・ウェイアンズ - 『G.I.ジョー』

### 2010年代
- 2010年 ジャクソン・ラスボーン - 『エアベンダー』 / 『エクリプス/トワイライト・サーガ』
  - ビリー・レイ・サイラス - 『ダブル・ミッション』
  - ジョージ・ロペス - 『サーフィンドッグ』 / 『ダブル・ミッション』 / 『バレンタインデー』
  - デーヴ・パテール - 『エアベンダー』
  - ロブ・シュナイダー - 『アダルトボーイズ青春白書』

- 2011年 アル・パチーノ - 『ジャックとジル』
  - パトリック・デンプシー - 『トランスフォーマー/ダークサイド・ムーン』
  - ジェームズ・フランコ - 『ロード・オブ・クエスト ドラゴンとユニコーンの剣』
  - ケン・チョン - 『ビッグママ・ハウス3』 / 『ハングオーバー!! 史上最悪の二日酔い、国境を越える』 / 『トランスフォーマー/ダークサイド・ムーン』 / 『Mr.ズーキーパーの婚活動物園』
  - ニック・スウォードソン - 『ジャックとジル』 / 『ウソツキは結婚のはじまり』

- 2012年 テイラー・ロートナー - 『トワイライト・サーガ/ブレイキング・ドーン Part2』
  - デビッド・ハッセルホフ（本人役） - 『ピラニア リターンズ』
  - リーアム・ニーソン - 『バトルシップ』 / 『タイタンの逆襲』
  - ニック・スウォードソン - 『俺のムスコ』
  - ヴァニラ・アイス（本人役） - 『俺のムスコ』

- 2013年[1] ウィル・スミス - 『アフター・アース』
  - クリス・ブラウン - Battle of the Year
  - ラリー・ザ・ケーブルガイ（英語版） - A Madea Christmas
  - テイラー・ロートナー - 『アダルトボーイズ遊遊白書』
  - ニック・スウォードソン - 『アダルトボーイズ遊遊白書』 / A Haunted House